# Bóveda de cañón

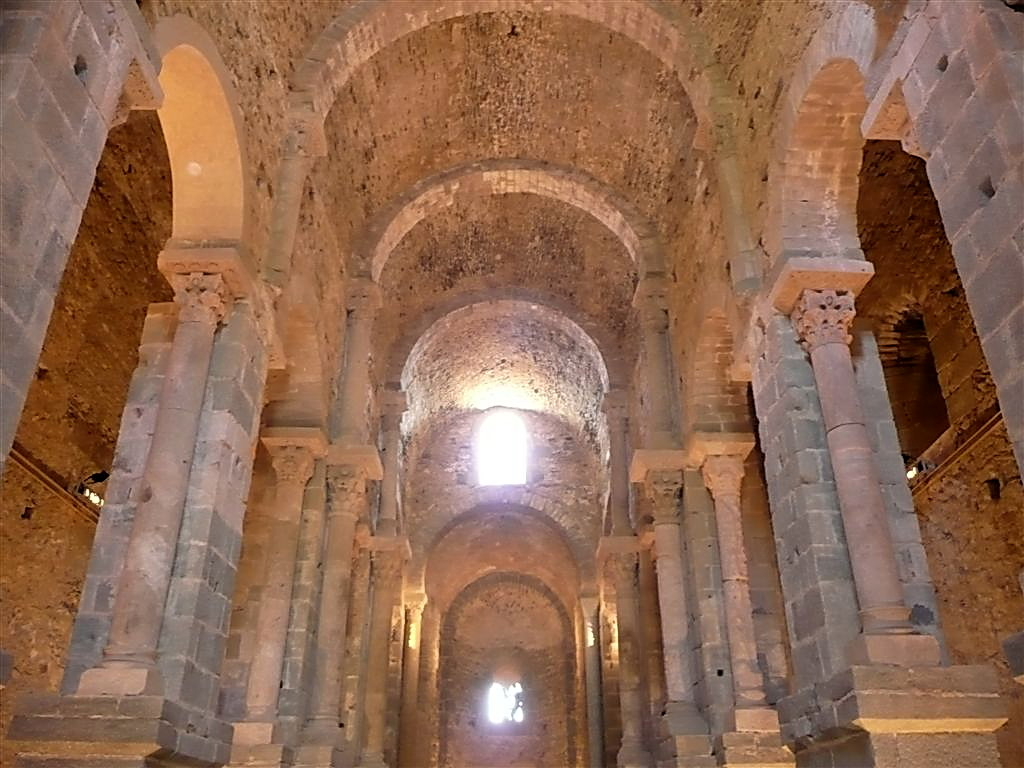
Bóveda de cañón del monasterio de San Pedro de Roda (Cataluña, España).

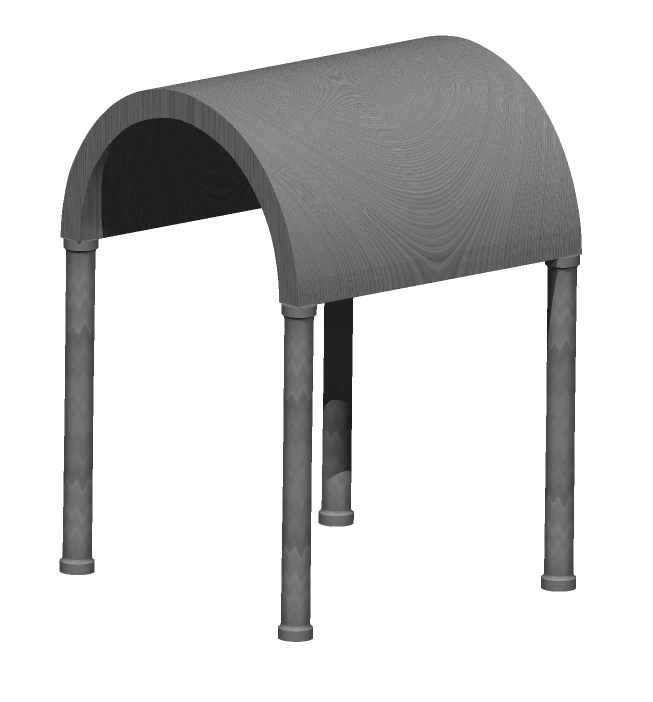
Bóveda de cañón sobre pilares.

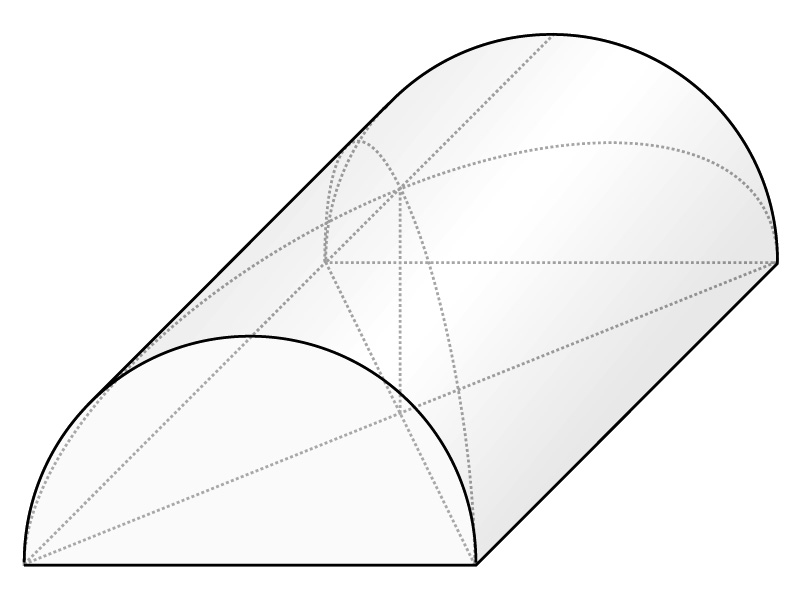
Esquema de una bóveda de cañón.

La bóveda de cañón es un elemento arquitectónico frecuente en iglesias románicas aunque ya lo utilizaban los egipcios, los mesopotámicos y los romanos. Este tipo de bóveda suele estar formada por una alineación de arcos de medio punto.

## Historia
Los romanos fueron pioneros en el uso extendido de la bóveda de cañón (una estructura en forma de túnel que se extiende en una sola dirección), que les permitió cubrir espacios mucho más grandes y duraderos que las estructuras tradicionales de columnas y techos planos.
La bóveda de cañón era poco conocida y usada por algunas civilizaciones antiguas, entre ellas las del Antiguo Egipto y Mesopotamia, fue un sistema primario de construcción con adobe, utilizado preferentemente en edificaciones auxiliares, como almacenes. La técnica surge, probablemente, de la necesidad de cubrir edificios construidos con elementos de albañilería, como ladrillos o bloques de piedra, en lugares donde escaseaba la madera. El ejemplo más antiguo conocido es una bóveda de cañón construida con ladrillos cocidos, descubierta en un ziggurat sumerio, en Nippur, que data del 4000 a. C. Las más antiguas bóvedas de cañón en Egipto se encuentran en Requagnah y Dendera, y datan del 3500 a. C. En estos primitivos ejemplos, la bóveda de cañón fue utilizada principalmente para construcciones subterráneas, tales como desagües y alcantarillas, aunque algunos edificios del período egipcio tardío fueron abovedados también de este modo. Las bóvedas eran generalmente de pequeño tamaño. Restos arqueológicos hallados recientemente en el yacimiento de Morgantina (en la provincia de Enna) demuestran que la bóveda de cañón fue también utilizada para construcciones subterráneas en Sicilia durante el período helenístico, en el siglo III a. C., lo que indica que esta técnica constructiva fue también conocida por los antiguos griegos.

### Bóvedas en Roma
Los antiguos romanos heredaron probablemente el conocimiento de la bóveda de cañón de los etruscos. Los romanos fueron los primeros en hacer un uso sistemático de este método en proyectos de gran envergadura, y fueron también probablemente los primeros en utilizar cimbras para facilitar la construcción de bóvedas de longitud muy superior a las que antes se habían realizado. Empleaban en su construcción ladrillos y hormigón. Sin embargo, los constructores romanos fueron gradualmente abandonando la bóveda de cañón en beneficio de la bóveda de crucería; aunque de construcción más compleja, este tipo de bóveda no requería muros tan gruesos como soporte, lo que permitía construir edificios más espaciosos, con vanos más amplios y mucho más luminosos, como las termas. En la época de Bizancio ya construían bóvedas de cañón sin el empleo de cimbras, mediante el apaisado de dovelas. Este método sin cimbras fue empleado igualmente en algunas ocasiones en las culturas egipicias y mesopotámicas. 

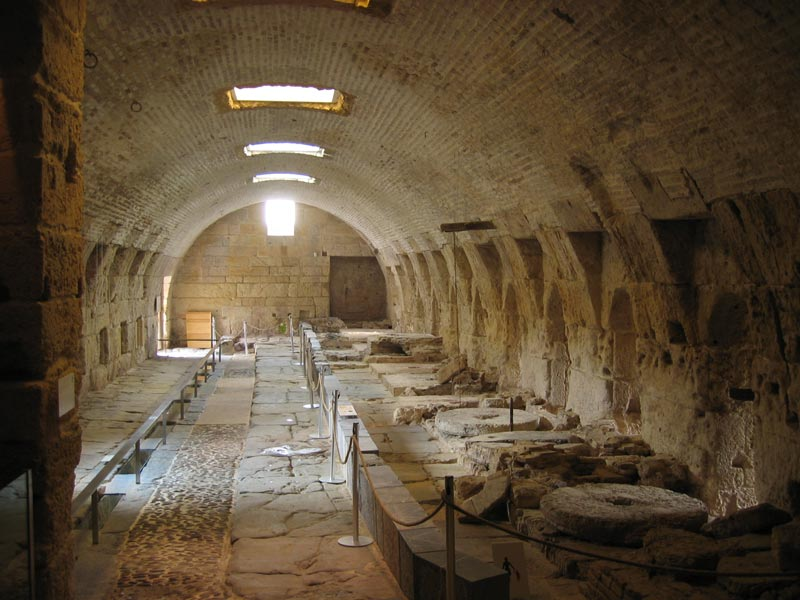
Bóveda interior del
Molino de Martos, en Córdoba, España.

Tras la caída del imperio romano, pasaron varios siglos sin que se llevaran a cabo construcciones cuyo tamaño requiriese abovedamiento. A comienzos del Románico, se regresó a la bóveda de cañón para cubrir las grandes catedrales; sus interiores eran bastante oscuros, debido a los muros gruesos y pesados necesarios para sostener la bóveda. Una de las mayores y más famosas iglesias románicas cubiertas con bóveda de cañón fue la abadía de Cluny, construida entre los siglos XI y XII.

### Bóvedas en el Gótico

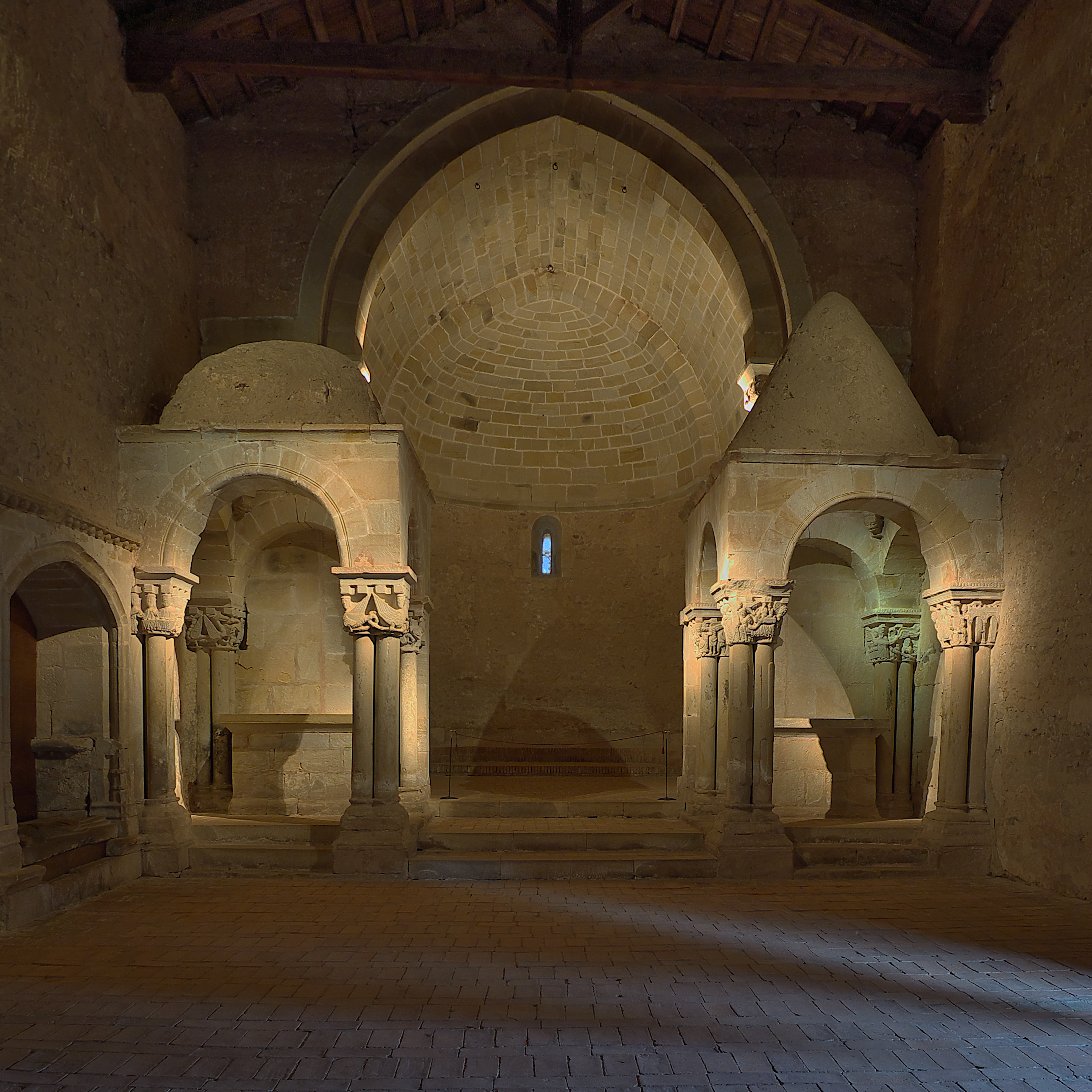
Monasterio de San Juan de Duero. Iglesia

En los dos siglos siguientes, con el avance del estilo gótico, la bóveda de cañón cayó en desuso, y apenas se utiliza en las construcciones de las catedrales góticas; las bóvedas de crucerías, reforzadas por nervios de piedra, fueron las más utilizadas al principio, y más tarde se desarrolló una gran variedad de soluciones abovedadas, de gran espectacularidad y abundante riqueza ornamental. Sin embargo, en el Renacimiento y el Barroco, con el renovado interés por el arte y la arquitectura de la Antigüedad, la bóveda de cañón se introdujo de nuevo a una escala verdaderamente grandiosa, y se empleó en la construcción de varios edificios célebres, como la Basílica de San Andrés de Mantua, de Leone Battista Alberti, San Giorgio Maggiore, de Andrea Palladio, y, el más conocido de todos, la Basílica de San Pedro, en Roma, donde una enorme bóveda de cañón cubre la nave de 27 metros de anchura.

## Características
Por regla general el análisis estructural de las bóvedas de cañón se reduce a cortar rebanadas a lo largo de la directriz, de tal forma que al final su comportamiento se reduce al estudio estructural de un arco. Como todas las estructuras basadas en el arco, el empuje resultante se dirige hacia los muros que la sostienen, que deben soportar una gran presión, no solo vertical, sino también lateral. Para contrarrestarla, se utilizan varios procedimientos. La primera solución consiste en aumentar el grosor y el peso de los muros: para ello, la bóveda de cañón se construye generalmente con arcos de refuerzo, denominados arcos fajones o torales, apoyados generalmente en pilares o pilastras, y reforzados al exterior con contrafuertes. Otra posibilidad es construir dos o más bóvedas de cañón en paralelo, de modo que se contrarresten sus respectivos empujes: a menudo se utilizó este método para la construcción de iglesias de varias naves; no obstante, los muros exteriores requieren igualmente de refuerzos. El tercer método para soportar la presión de la bóveda consiste en interseccionar, en ángulo recto, dos bóvedas de cañón, creando una bóveda de arista.
|                                         |
| Construcción romana de bóvedas de cañón |

|                   |
| Empleo de cimbras |

Aunque fue utilizada por los antiguos Egipcios y en Mesopotamia, conformadas con adobe, solo se construyó en piedra, de forma sistemática, a partir del Imperio romano. En el románico fue el principal sistema para conformar cubiertas, reforzadas con arcos fajones. Fue empleada la bóveda de cañón en los pasizos de edificios tales como monasterios, castillos, torres y otras estructuras. También se utilizó para abovedar sótanos, criptas, vestíbulos, claustros e incluso grandes salas. El abandono de este tipo de bóveda se hizo en beneficio de la bóveda de arista que empleaba menos material constructivo, permitiendo una mayor ligereza de los muros de soporte.

### Construcción
La construcción de estas bóvedas se ha empleado de forma tradicional cimbras de madera sobre las que se soportaba la fábrica hasta el instante de completar la superficie de la bóveda. Es cierto que desde los inicios de la construcción, ya en la época romana se ha pretendido minimizar el uso de las mismas, debido a que encarecen la construcción de este tipo de bóvedas. durante la construcción de las bóvedas, el empleo de arcos fajones (o de peripaños) facilitaba la sujeción de las cimbras. De todas formas en la época bizantina ya se construía este tipo de bóvedas sin el empleo de cimbras mediante el apaisado de los ladrillos en la «cáscara» de la plementería. En otros casos se diseñaba un andamiaje móvil (una especie de cimbra móvil) capaz de ser reaprovechado en la construcción de diversos pasajes de la directriz de bóveda. En algunos casos se rellenaba de mampostería los riñones de la bóveda con el objeto de proporcionar estabilidad a la bóveda. 

### Funcionalidad tectónica
En comparación con otras bóvedas, la de cañón es más inestable, ya que ejerce sobre sus elementos sustentantes una fuerte presión, no solo vertical, sino también un empuje transversal; por ese motivo, puede fácilmente derrumbarse si no se refuerzan convenientemente los elementos constructivos que la sustentan. Así, en el castillo de Muchalls, en Escocia, los muros sustentantes de las estancias abovedadas tienen un grosor de 4,6 metros, con lo que aportan el peso suficiente para contrarrestar las tensiones laterales ejercidas por las bóvedas. Además de aumentar el grosor de los muros, en la arquitectura románica era común el empleo de contrafuertes para contrarrestar estas tensiones laterales.
Debido a la dificultad de horadar el muro sin que afecte a la estructura, los espacios cubiertos por bóvedas de cañón están en general poco iluminados, como suele ocurrir en la arquitectura románica. El empleo de arcos peripaños (fajones) fue un primer paso al aligeramiento de los muros de contención, y consecuentemente al inicio de construcción de aperturas.

## Tipos de Bóvedas de cañón
Por extensión, todas las bóvedas generadas por un arco directriz son de cañón, si es rebajado la bóveda es de cañón rebajado, si es carpanel será una bóveda de cañón en carpanel, y si es ojival será bóveda cañón apuntado, etc. se denominan, impropiamente, bóvedas de cañón corrido.